# Паттен, Прамила
Прамила Паттен (/prəˈmɪlə ˈpætən/ ; род. 29 июня 1958) — маврикийско-британский адвокат, активистка за права женщин и сотрудник Организации Объединённых Наций., В настоящее время является Специальным представителем Организации Объединённых Наций по вопросу о сексуальном насилии в условиях конфликта и заместителем Генерального секретаря Организации Объединённых Наций; была назначена в 2017 году. Её должность была учреждена резолюцией 1888 Совета Безопасности, представленной Хиллари Клинтон, она сменила Марго Вальстрём и Зайнаб Бангуру.
Паттен была членом Комитета Организации Объединённых Наций по ликвидации дискриминации в отношении женщин с 2003 по 2017 год и заместителем председателя комитета.

## Жизнь
Прамила Паттен получила степень бакалавра права (LL. B.) в Лондонском университете, диплом по криминологии в Королевском колледже в Кембридже, степень магистра права (LL. М.) в Лондонском университете и была вызван в коллегию адвокатов в Англии в качестве члена Грейс-Инн. Она работала барристером в Англии с 1982 по 1986 год, прежде чем вернуться на Маврикий, где работала судьей окружного суда с 1987 по 1988 год, а с 1987 по 1992 год — лектором на юридическом факультете Университета Маврикия. С 1995 года она занимала должность директора юридической фирмы Patten & Co Chambers.
Она была членом организации International Women’s Rights Action Watch с 1993 по 2002 год, а с 2000 по 2004 год работала консультантом Министерства по правам женщин, развитию детей и благосостояния семьи.
Паттен была избрана членом Комитета ООН по ликвидации дискриминации в отношении женщин в 2003 году. Иногда она занимала должность заместителя председателя комитета. В 2017 году она ушла из комитета и 12 апреля 2017 года была назначена Генеральным секретарем ООН Антониу Гутерришем Специальным представителем по вопросам сексуального насилия в условиях конфликта в ранге заместителя Генерального секретаря Организации Объединённых Наций.
В ноябре 2017 года она посетила Бангладеш, чтобы взять интервью у переживших преследование рохинджа в 2016 году в Мьянме.
В том же месяце она приветствовала Инициативу Элси по расширению участия женщин в миротворческих операциях в совместном заявлении с другим заместителем Генерального секретаря ООН и исполнительным директором структуры «ООН-женщины» Фумзиле Мламбо-Нгкука

## Награды
- Крест «За заслуги» II класса (2022, Министерство иностранных дел Эстонии)[5].